# Oberheim
Oberheim — американский производитель синтезаторов, основанный в 1969 году Томом Оберхаймом. Начиная с 1975 года компания Oberheim разработала одни из первых коммерчески доступных полифонических синтезаторов и оставалась известным производителем синтезаторов и драм-машин вплоть до середины 1980-х годов. В 1988 году компания сменила владельца и, в конечном итоге, была куплена корпорацией Gibson Guitar Corporation, которая разработала новую продукцию Oberheim и лицензировала торговую марку другим компаниям, производившим продукцию Oberheim, однако разработка продукции Oberheim прекратилась после 2000 года. В 2009 году Том Оберхайм начал разрабатывать инструменты через свою собственную компанию, а в 2019 году Gibson вернула торговую марку Oberheim Тому Оберхайму, чья компания была переименована в Oberheim.

## История и продукция

### Истоки и первые полифонические синтезаторы
Том Оберхайм основал компанию в 1969 году, изначально как разработчик и контрактный производитель электронных эффект-устройств для Chicago Musical Instruments под их брендом Maestro и недолгое время как розничный дилер ARP Instruments.
Первым продуктом компании, выпущенным под собственным именем, был Oberheim DS-2, один из первых в мире цифровых музыкальных секвенсоров. В 1974 году компания Oberheim представила модуль расширения синтезатора (SEM), полумодульный модуль аналогового синтезатора.
В конце 1975 года Оберхайм разработал серию полифонических синтезаторов, объединив несколько модулей SEM с цифровой сканирующей клавиатурой и двухканальным секвенсором. Первым из них был Two Voice, за которым последовали Four Voice и Eight Voice. Это были одни из первых полифонических синтезаторов, доступных на рынке. Oberheim представил модели Two Voice и Four Voice на выставке NAMM в июне 1975 года, и это был первый раз, когда компания представила продукцию под брендом Oberheim.
Системы Oberheim Polyphonic с их характерными кремовыми панелями управления использовались такими известными артистами, как Стиви Уандер, Лайл Мейс из Pat Metheny Group, Херби Хэнкок, Джо Завинул из Weather Report, Ян Хаммер, Гедди Ли из Rush.

### OB-серия и Система

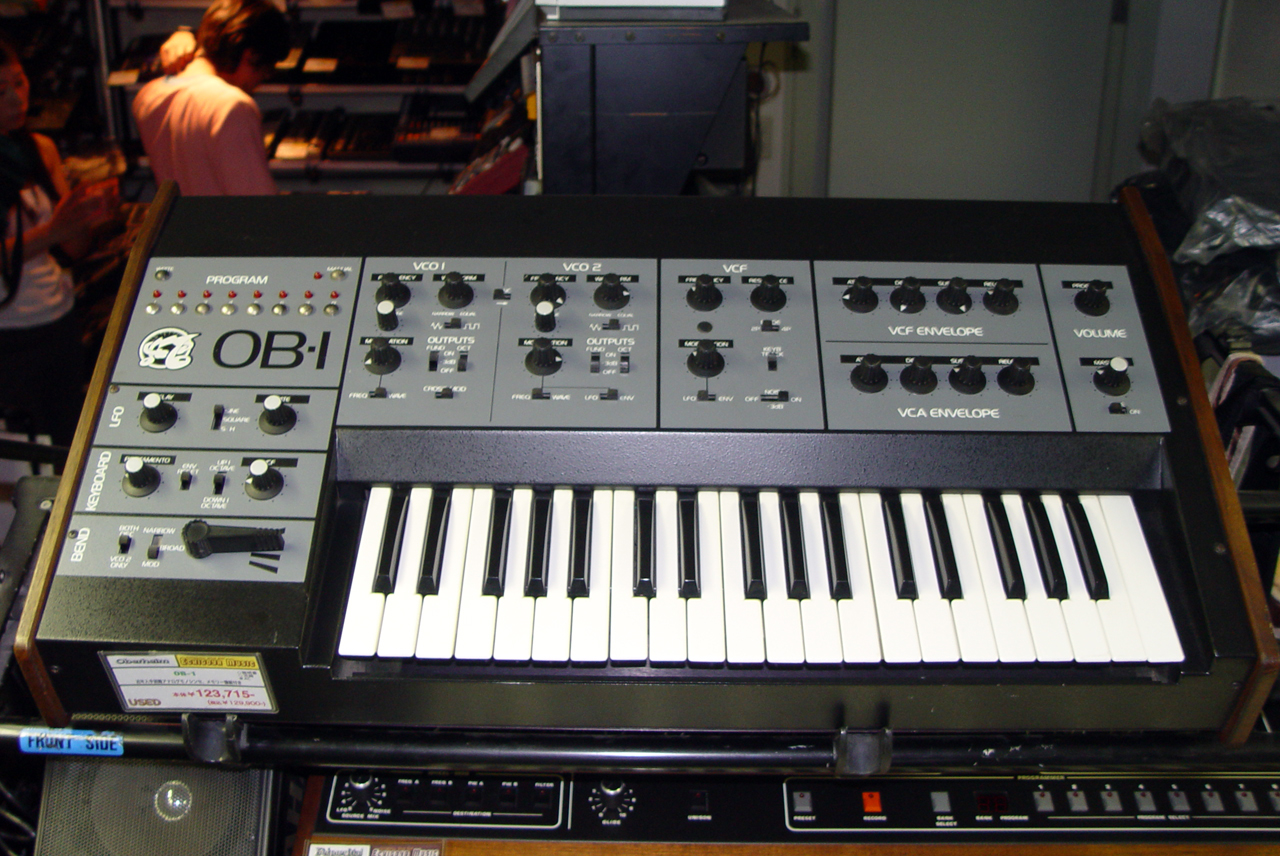
OB-1 (1977)

В 1977 году компания Oberheim представила монофонический OB-1, первый в мире полностью программируемый синтезатор. После появления Sequential Circuits Prophet-5 в 1978 году, компания Oberheim разработала модели серии OB, в которых громоздкие независимые SEM были заменены внутренними платами расширения голоса, которые поддерживали цифровое управление параметрами синтеза, а также использовали общие корпусы и источники питания. OB-X, представленный в 1979 году, был доступен в 4-, 6- или 8-голосной конфигурации.
В 1980 году на смену OB-X пришла модель OB-Xa. Первый продукт Oberheim, украшенный синими горизонтальными полосками на черном фоне, который стал фирменным стилем компании, OB-Xa оптимизировал производство и устранение неисправностей за счет использования интегральных схем Curtis. В нем также была реализована последовательная шина Oberheim Serial Buss — предшествовавшая MIDI, предназначенная для прямого взаимодействия OB-Xa с другими продуктами, оснащенными последовательной шиной Oberheim, такими как драм-машина DMX, представленная в 1980 году, и цифровой секвенсор DSX, представленный в следующем году. Комбинация DSX, DMX и OB-Xa или OB-8 была представлена компанией Oberheim как «Система».
Синтезаторы серии OB и драм-машина DMX стали основой для музыки 1980х годов в жанрах new wave, synth-pop и hip hop. Продукция Oberheim звучала в песнях Van Halen, New Order, Herbie Hancock, Madonna, Prince, Phil Collins и Stevie Nicks

### Банкротство и смена собственника
В 1985 году компания Oberheim Electronics объявила о банкротстве и была приобретена группой юристов, которые изменили название на Oberheim ECC. После приобретения Том Оберхайм еще пару лет оставался у руля компании, прежде чем уйти и основать Marion Systems. За это время компания Oberheim выпустила несколько новых продуктов в серии синтезаторов Matrix, включая Xpander, Matrix-12 и Matrix-6.

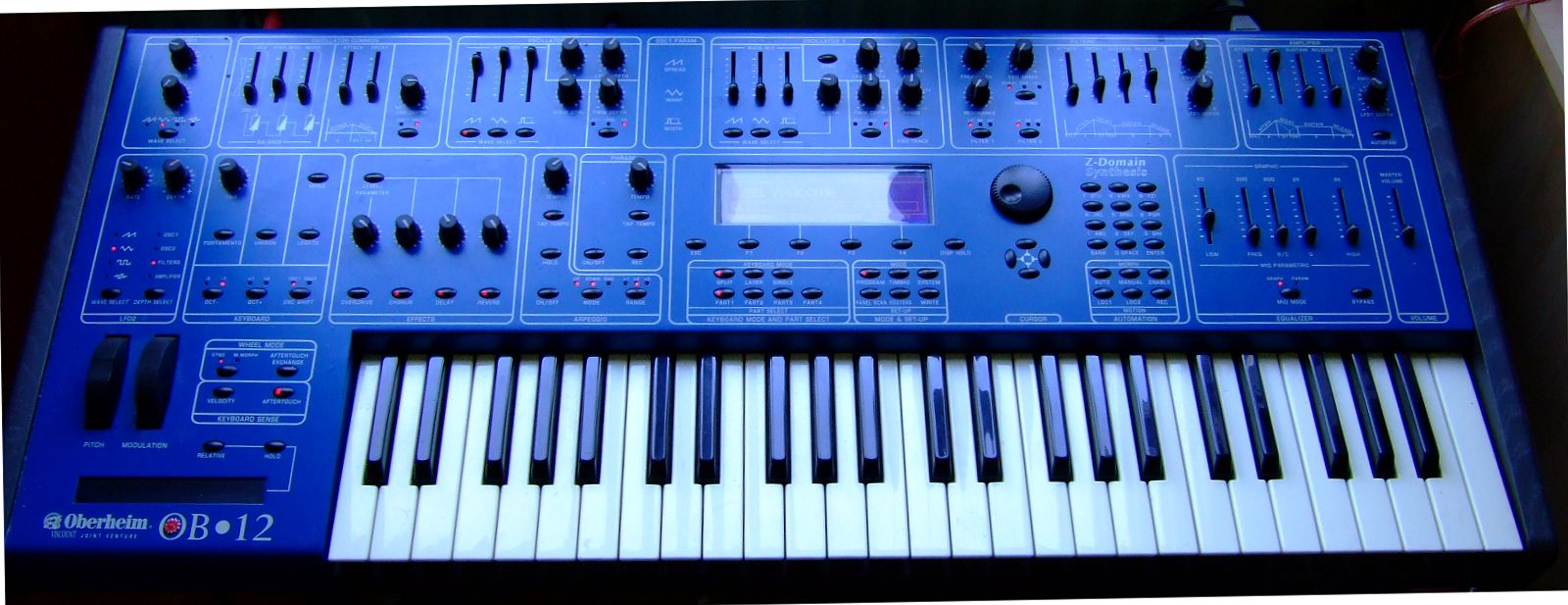
OB*12 (2000)

После второго банкротства в начале 1988 года компания Oberheim была приобретена корпорацией Gibson Guitar. Под руководством Кейта Макмиллена компания Oberheim выпустила OB-Mx, цифровую задержку и лупер Echoplex Digital Pro, а также перевыпустила Oberheim Strummer и Matrix 1000.
Компания Gibson передала лицензию на использование торговой марки Oberheim итальянскому производителю Viscount International. Viscount разработал аналоговый моделирующий синтезатор Oberheim OB*12, гитарный блок мультиэффектов GM-1000, серию мастер-клавиатур MC,  и OB3 — виртуальный тоновый орган.

### Том Оберхайм возвращается на рынок синтезаторов
В 2009 году Том Оберхайм объявил, что он занимается производством новой версии SEM. Несмотря на то, что под брендом Oberheim в течение многих лет не производилась никакая продукция, торговая марка по-прежнему принадлежала компании Gibson, поэтому новые SEM производились корпорацией Marion Systems и выпускались под брендом tomoberheim.com.

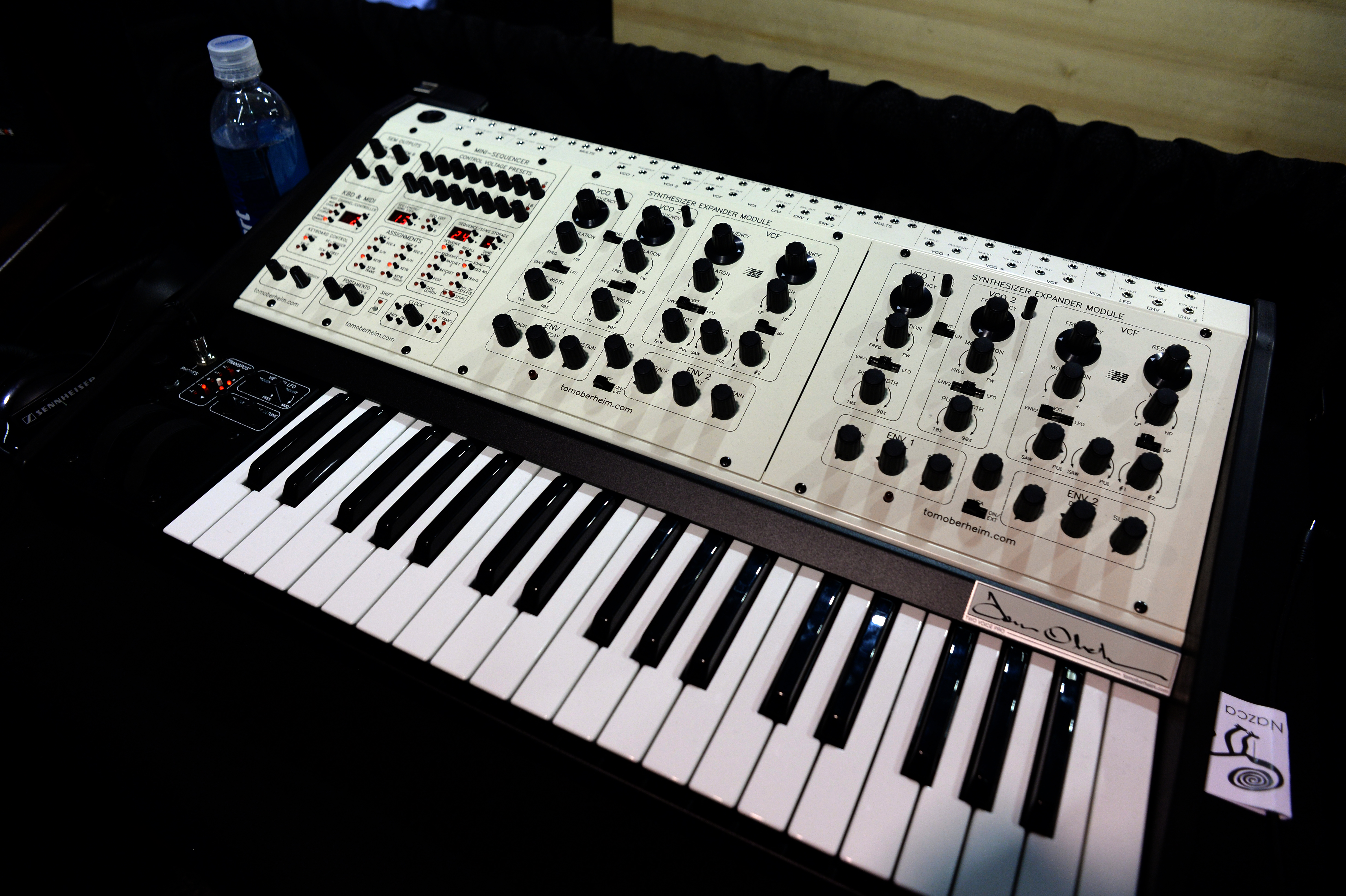
Two Voice Pro (2014)

В 2011 году Том Оберхайм объявил о планах по разработке и производству преемника модели Four Voice под названием «Son Of 4 Voice» (SO4V), а также обновленной версии классической модели Two Voice под названием Two Voice Pro. Поставки Two Voice Pro, также произведенного компанией Marion Systems и имеющего бренд tomoberheim.com, начались в 2014 году. В следующем году Том Оберхайм заявил, что отложил планы по SO4V на неопределенный срок.
На выставке NAMM в январе 2016 года Том Оберхайм и Dave Smith Instruments анонсировали OB-6 — результат сотрудничества с Дэйвом Смитом, результатом которого стал первый с середины 1980-х годов многоголосый аналоговый полифонический синтезатор Тома Оберхайма с управлением напряжением. Том Оберхайм разработал голосовую карту со схемами VCO, VCF и VCA SEM, в то время как функции управления, арпеджиатор/пошаговый секвенсор и обработка эффектов были разработаны Смитом с использованием его платформы Prophet. OB-6 был совместным брендом Tom Oberheim и Dave Smith Instruments.

### Бренд Oberheim возвращается
В июле 2019 года генеральный директор Gibson Джей Си Керли вернул товарный знак и интеллектуальную собственность Oberheim Тому Оберхайму в качестве «жеста доброй воли в отношении индустрии музыкальных инструментов».
В мае 2022 года был выпущен Oberheim OB-X8 — первый синтезатор под брендом Oberheim за последние десятилетия. Как и OB-6, OB-X8, который предлагает возможности всех классических полисинтезаторов серии OB компании Oberheim Electronics — OB-X, OB-Xa, OB-SX и OB-8 — в одном устройстве, был разработан и создан в сотрудничестве с Sequential.  В 2024 году Oberheim выпустила Oberheim TEO-5, полисинтезатор с совершенно новым дизайном.

### Наследие
Инженеры Маркус Райл и Мишель Дойдик работали в компании Oberheim в качестве разработчиков инструментов, а затем разработали несколько известных продуктов для Alesis, включая многодорожечный цифровой магнитофон ADAT, прежде чем вместе основать Line 6.

## Внешние ссылки
Шаблон:Oberheim
- TomOberheim.com
- Интервью Тома Оберхейма в коллекции устной истории NAMM (2005)